# Malus coronaria
Espèce
Malus coronoria est une espèce de plantes à fleurs de la famille des Rosaceae. C'est un pommier originaire de la côte est de l'Amérique du Nord.
On le reconnaît à la forme très plate et à l'aspect cireux de ses fruits. Il se caractérise également par la couleur argentée de son bois. Les pommes qu'il donne n'ont aucun goût mais elles sont comestibles. Dans l'ouvrage "Agro philosophie" , Gaspard Koenig précise, à propos de cette espèce, que selon Thoreau : "il faut avoir le goût sauvage pour apprécier un fruit sauvage".

## Galerie

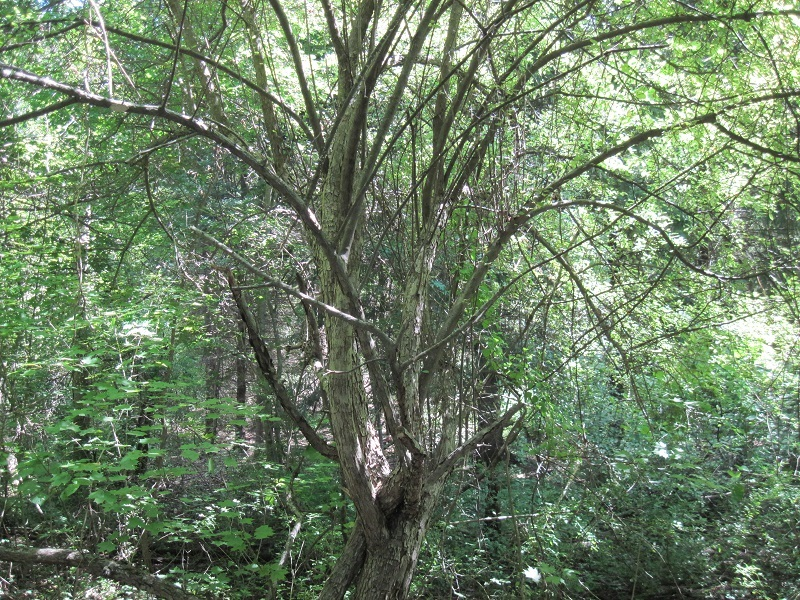